# 小行星7923
小行星7923（7923 Chyba）是一颗绕太阳运转的小行星，为主小行星带小行星。该小行星于1983年11月28日发现。

## 轨道参数
小行星7923的轨道半长轴为2.8901846 UA，离心率为0.090。